# Константин Цзю — Заб Джуда
В ноябре 2001 года состоялся бой за звание абсолютного чемпиона в 1-м полусреднем весе между Константином Цзю и Забом Джудой. Поединок продлился два раунда; перед окончанием второго раунда Джуда получил мощный удар правой и упал на настил. Быстро поднявшись, он сразу же упал лицом вперёд. Рефери Джей Нейди немедленно остановил бой. Не согласный с этим Джуда яростно протестовал, устроив истерику на ринге. По результатам поединка Костя Цзю стал первым за 30 лет абсолютным чемпионом мира в первом полусреднем весе, а Заб Джуда потерпел первое поражение на профессиональном ринге.

### Предыстория
Перед боем большинство специалистов отдавало преимущество Забу Джуде, который, будучи моложе Цзю на 8 лет, в своей карьере не потерпел ни одного поражения. Американец был уверен в своей победе, заявляя, что «сделает из Цзю швейцарский сыр». Цзю не поддавался на провокации, а на одной из пресс-конференций спросил противника: «How’s your Destiny?» (с англ. — «Каково твоё предназначение?»), обыграв имя новорождённой дочери Джуды — Дэстини — и обескуражив соперника, после чего добавил: «А этот бой — моё предназначение». Супервайзер боя от WBC — вице-президент WBC Эдмунд Липинский — выразил уверенность в победе Цзю.

### Бой
Цзю вышел на ринг под живое пение Ларисы Долиной (исполнявшей песню, посвящённую Константину). Джуда вышел в сопровождении Майка Тайсона.
С самого начала 1-го раунда Цзю пошёл вперёд, держа оппонента на «прицеле»; Джуда работал ногами, уходя вправо-влево, и был более точен. Зажав оппонента в углу, Цзю получил мощный левый апперкот в челюсть и начал пятиться; однако Джуда не сумел развить свой успех, устроив «навал» на оппонента, чем Константин умело воспользовался. В последние секунды раунда Цзю удалось несколько потрепать противника.
Второй раунд шёл по сценарию Цзю; не меняя тактику, Константин перешёл в более резвое наступление, срезая углы и погасив активность противника. Джуда перешёл на работу корпусом. За 8 секунд до окончания раунда Цзю двумя правыми кроссами послал американца на настил ринга. Джуда резко поднялся и сразу же упал лицом вперёд, так как у него разъезжались ноги (как откомментировал Владимир Гендлин, «ноги как спагетти»). Рефери Джей Нейди немедленно остановил бой.

### После боя
Не согласный с остановкой Джуда яростно протестовал, устроив истерику на ринге. В какой-то момент он метнул в рефери табурет, а потом набросился на последнего с кулаками. Сдерживать боксёра пришлось охране, секундантам и его менеджеру, Шелли Финкелю. Это стало первым поражением Джуды на профессиональном ринге.
В интервью после боя Цзю назвал своё абсолютное чемпионство высшим достижением профессионального бокса Австралии и России, а про работу рефери сказал следующее: «Рефери прав, так как его задача — заботиться о нашем здоровье». Он также не исключил и возможности матча-реванша.

«…пару раз Джуда в меня попал. Попал, но не потряс. Вот и всё. Ещё до боя я совершенно точно знал, как он будет проходить, понимал, что Заб будет много бегать. Но всё время бегать невозможно, вот я и ждал момента, когда он наконец остановится. В том же первом раунде мне удалось несколько раз хорошо попасть ему по животу, и в целом я уже представлял, как бой сложится дальше. <…> Во втором я уже взял инициативу в свои руки. Я решил не торопиться, тем более что ситуация находилась под моим полным контролем. Я заставил его делать именно то, что мне было нужно. Он, сам того не зная, уже играл в мою игру. Ну а дальше всё было делом техники. Я попал — он попятился, я догнал и ударил снова. Челюсть у него, кстати, оказалась не лучшая.»
— Костя Цзю, интервью "Спорт-Экспресс", 12 ноября 2001.
Промоутер Джуды Гарри Шоу после боя сказал, что опротестует действия рефери. Тем не менее, Атлетическая комиссия штата Невада удержала один миллион из гонорара Джуды и наложила на него штраф в $100 000, отстранив на 1 год от поединков.
Цзю и Джуда встретились в Москве спустя 11 лет после поединка; Джуда принёс Константину извинения за своё поведение. По словам Джуды, после поражения он «сделал для себя много выводов и переоценил в своей жизни многие вещи».
В 2014 году газета «Аргументы и факты» включила результат поединка в список «Пяти лучших нокаутов Константина Цзю».